# Bardhamán
Bardhamán (vagy:Burdvan, Burdwan, Barddhaman) (bengáli írással: বর্ধমান ) indiai város Nyugat-Bengálban, a róla elnevezett kerület központja már a Mogul Birodalom ideje óta. Ezt a státuszát a brit fennhatóság alatt is megtartotta.
A 2011-es népszámlálás szerint Bardhamán lakossága 347.016 fő, ebből 177.055 férfi és 169.961 nő volt. A 0-6 éves korú lakosság 25.069 fő.
A régió átlagos tengerszint feletti magassága 40 méter. A város 1100 km-re fekszik Delhitől és kevesebb mint 100 km-re északnyugatra Kalkuttától.  Fő folyói a Damodar és a Banka.
Az első írásos emlék egy  6. századi, Mallasarul nevű faluban talált rézlemez. Régészeti bizonyítékok arra utalnak, hogy  a régió  – amelynek  jelentős része a bengáli Rádh területére esik –  i. e. 4000 óta ismert. 
A név eredete az i. e. 6. századra nyúlik vissza, és Vardhamána Szváminak vagy Mahávírának tulajdonítható (ie. 599–527), a dzsain  24. Tírthankarájának, aki hosszabb időt töltött Asztikagramában, a dzsain szentírás, a Kalpa-szútra szerint. Az ő tiszteletére kapta a hely a Vardhamána (Bardhamán) nevet.

## Kultúra
Bardhamán multikulturális örökséggel rendelkezik. Megtalálható itt a bengáli hindu templomépítészetre jellemző Rékha típusú templom. A régi templomok a hinduizmus jegyeit viselik, a hindu hívők főleg Visnu követők, de Káli követői is szép számmal akadnak. Bardhamán túlélt számos erőszakos konfliktust, főként a mogul, pastu és marátha betolakodókkal küzdött. Bár a keresztények kisebbségben vannak, keresztény templom is van a városban.

## Galéria
- Szent épület Bardhamánban
- 108 Siva templom Bardhamánban
- Bardhamáni templom
- A Damodar folyó
- A kaput Lord Curzon tiszteletére építtette a bardhamáni maharadzsa (Bardhamán).
- A bardhamáni maharadzsa palotájának belseje